# 高氯酸钙
高氯酸鈣是一种无机化合物，化學式為Ca(ClO4)2，常用作氧化剂。

## 制备
高氯酸钙可由高氯酸与碳酸钙反应制得：
2 HClO4 + CaCO3 → Ca(ClO4)2 + H2O + CO2↑